# Halloween Ends
Halloween Ends (conocida como Halloween: La noche final en Hispanoamérica y Halloween: El final en España) es una película de terror dirigida por David Gordon Green y escrita por Green en conjunto con Danny McBride. Es una secuela de Halloween Kills así como la decimotercera entrega de la franquicia Halloween y la parte final de la trilogía secuela de la película Halloween de 1978. La trama principal de la película sigue a Laurie Strode quien junto a su nieta Alison intentará enfrentarse una vez más al asesino en serie Michael Myers después de escapar de una clínica psiquiátrica en el 2018.
Producida por Jason Blum bajo su productora Blumhouse Productions, la película cuenta con la participación de Jamie Lee Curtis repitiendo su rol como Laurie Strode acompañada de Will Patton, Andi Matichak, Kyle Richards y Omar Dosey quienes retoman sus papeles de las secuelas anteriores. Halloween Ends fue estrenada el 14 de octubre del 2022 en su país de origen por parte del estudio Universal Pictures.

## Argumento
En la noche de Halloween de 2019, Corey Cunningham, de 21 años, está cuidando a un niño llamado Jeremy Allen, quien le hace una broma encerrándolo en el ático tras ganarse su enemistad. Justo cuando los padres de Jeremy llegan a casa, Corey abre la puerta de una patada y accidentalmente empuja a Jeremy sobre la barandilla de una escalera hasta su muerte. Corey es acusado de matar intencionalmente a Jeremy, pero es absuelto por homicidio negligente.
Tres años más tarde, la ciudad de Haddonfield, Illinois, todavía se está recuperando de las secuelas de la matanza desatada por Michael Myers en 2018, Michael se ha desvanecido desde entonces. Laurie Strode por su parte está escribiendo su autobiografía, compró una casa nueva y vive con Allyson, su nieta, que ahora es enfermera. Mientras tanto, Corey está trabajando en el depósito de chatarra de su padrastro. Un día, de camino a casa, los matones de la escuela secundaria se burlan de él y se lastima a sí mismo en el proceso. Una observadora Laurie lo lleva al consultorio del médico donde trabaja Allyson, como agradecimiento, Laurie le da una navaja a Corey y le pincha las llantas del auto de los matones como venganza. Ella y Corey asisten a una fiesta de disfraces, donde la madre de Jeremy confronta a Corey. Él deja la fiesta y se encuentra con los matones, quienes lo arrojan por un puente. Arrastrado a las alcantarillas por una figura desconocida, se despierta y se enfrenta a Michael, que ha estado viviendo allí durante los últimos cuatro años. Después de sujetarlo por el cuello, Michael deja ir a Corey. Al salir, Corey se enfrenta a un vagabundo y saca un cuchillo que Laurie le había dado previamente. En una lucha, Corey apuñala al hombre hasta matarlo y huye.
El ex"novio" de Allyson, el oficial de policía Doug Mulaney, acosa a Corey y Allyson. Corey luego atrae al policía a la alcantarilla. Michael emerge y, aunque en un estado debilitado, asesina a Doug para deleite de Corey. El muchacho decide convertirse en una nueva figura del hombre del saco y vengarse de cualquiera que haya hecho daño a él y a Allyson. Al poco tiempo, a Allyson se le pasa por alto un ascenso en el trabajo, a favor de una otra enfermera. Corey luego mata al médico en su casa mientras que Michael, quien siguió a Corey, asesina a la enfermera.
Allyson, sin saberlo, planea irse de Haddonfield  mientras que Laurie sospecha cada vez más de Corey después de que comienza a imitar el comportamiento de Michael. Después de encontrarlo durmiendo en el lugar donde Jeremy murió, Laurie se ofrece a ayudarlo con la condición de que deje a Allyson en paz. Corey responde culpándola por los eventos que han ocurrido en Haddonfield y dice que si él no puede tener a Allyson, nadie lo hará.
El jueves 31 de octubre, Corey regresa a las alcantarillas y consigue arrebatarle su máscara a un Michael todavía debilitado. Mientras tanto, Laurie y Allyson discuten porque ella planea irse y Allyson también culpa a Laurie por las acciones de Michael. Esa noche, Corey se embarca en un alboroto, asesinando a los matones después de atraerlos al depósito de chatarra. En la confusión, el padrastro de Corey muere accidentalmente cuando uno de los matones le dispara en la cabeza por accidente. Luego pasa a matar a su madre, así como al DJ y recepcionista de la estación de radio, quien el DJ había insultado a Corey y a Allyson previamente y de transmitir en su emisora mentiras sobre Michael y Laurie y momentos después prende fuego a toda la estación de radio.
De vuelta en la casa Strode, Laurie pretende suicidarse para atraer a Corey hacia ella, a quien dispara por las escaleras. Corey luego se apuñala en el cuello para incriminar a Laurie por su muerte frente a Allyson, quien llega justo después de que Corey muera. Michael llega de repente para recuperar su máscara y remata a Corey rompiéndole el cuello. Durante una pelea entre Laurie y Michael, Laurie apuñala a Michael en las manos y lo inmoviliza contra la mesa. Ella lo apuñala en el pecho y el cuello antes de quitarle la máscara y cortarle la garganta, pero él libera su brazo y la estrangula antes de que llegue Allyson y le rompa el brazo. Laurie le corta la muñeca y esperan a que se desangre.
Laurie y Allyson llevan su cuerpo al depósito de chatarra con escolta policial, atrayendo a los residentes de Haddonfield, quienes los siguen en una procesión, y lo desechan en una trituradora industrial, así, tras 44 años de matanza, Michael Myers por fin muere a la edad de 65 años. En los días siguientes, Allyson y Laurie se reconcilian, y Allyson deja Haddonfield, mientras Laurie termina su libro y retoma su relación con Hawkins.
Al final de los créditos, aparecen calabazas de Halloween que aparecían durante los créditos de apertura de toda la franquicia.

## Reparto
- Jamie Lee Curtis como Laurie Strode: La única sobreviviente de la matanza original del asesino Michael Myers en Halloween de 1978 y la abuela de Alison Nelson.
- Andi Matichak como Alison Nelson: La nieta adolescente de Laurie e hija de Karen y Tom Nelson.
- Will Patton como el oficial Frank Hawkins: Un oficial de policía y viejo conocido de Laurie, que participó en el arresto de Michael la noche de Halloween de 1978.
- James Jude Courtney como Michael Myers / The Shape: Un asesino serial que tras haber asesinado a cuatro personas en Halloween de 1978 fue encarcelado en un psiquiátrico y que regresa a su natal Haddonfield, Illinois para realizar una nueva masacre.
  - Nick Castle, quien interpretó al personaje en la película original de 1978, proporciona trabajo de doblaje para la respiración de Myers y hace una aparición en un cameo no relacionado en una escena de fiesta.
- Rohan Campbell como Corey Cunningham, un joven acusado de asesinar a un niño mientras cuidaba niños, lo que lo llevó a convertirse en un paria en Haddonfield.
- Kyle Richards como Lindsay Wallace: una residente de Haddonfield que fue cuidada por Laurie cuando era niña desde 1978 y sobreviviente de la masacre del 2018.
- Jesse C. Boyd como el oficial Mulaney, el exnovio de Allyson
- Joanne Baron como Joan Cunningham, la autoritaria madre de Corey
- Rick Moose como Ronald, el padrastro de Corey, dueño del depósito de chatarra
- Michael Barbieri como Terry, líder de la pandilla de matones que atacan a Corey
- Destiny Mone como Stacy
- Joey Harris como Margo
- Marteen como Billy, miembros de la pandilla de Terry
- Michael O'Leary como Dr. Mathis, Jefe de Allyson en el hospital local
- Michele Dawson como Deb, la compañera de trabajo de Allyson que tiene una aventura con el Dr. Mathis
- Keraun Harris como Willy the Kid, un DJ de radio local
- Jaxon Goldberg como Jeremy Allen, un niño que muere mientras Corey lo cuida
- Candice Rose y Jack William Marshall como la Sra. y el Sr. Allen, los padres de Jeremy
- Omar Dorsey como el sheriff Barker, el sheriff actual de Haddonfield.
- Diva Tyler repite brevemente su papel de Sondra Dickerson
- Jibrail Nantambu también repite su papel de Julian Morrisey, un niño que escapó de la ola de asesinatos de Michael en 2018.

## Producción
Inicialmente planificada para filmarse junto a su predecesora Halloween Kills, la producción se atrasó durante algunos meses debido a las medidas de prevención por la pandemia de COVID 19 derivando en un cambio de su fecha inicial de estreno en octubre del 2021. 
Como parte de su promoción para las películas a ser liberadas por Universal Pictures en 2022, un teaser tráiler de la película fue compartido en la Cinemacon de ese año en donde se mostró un clip de Laurie Strode confrontando a Myers en una cocina.

### Filmación
Después de la modificación de la filmación original, en marzo del 2020, Blum confirmaría que la filmación tomaría lugar durante la temporada de verano. Posteriormente al retraso del rodaje oficial, se esperaba que la producción continúe en el estado de Wilmington, Carolina del norte. En agosto de 2021, Courtney confirmaría que la filmación se reanudaría el 10 de enero del 2022. No obstante, comenzó a partir del 19 de enero del 2022, en Savannah, Georgia bajo el título clave merodeador de cuevas. Michael Simmonds volvió a participar como el director de fotografía. Mientras que Curtis realizó sus escenas desde el 25 de enero y terminó hasta el 22 de febrero. Escenas adicionales fueron realizadas en Sylvania, Georgia. Finalmente la filmación terminaría el 9 de marzo del 2022.

## Recepción

### Taquilla
Para el final de su difícil exhibición en cines de cuatro semanas, Halloween Ends ganó $64.1 millones de dólares en los Estados Unidos y Canadá, y $40.8 millones en otros territorios, para un total global de $104.9 millones, lo que la vuelve la película con menos recaudación en la trilogía de Halloween dirigida por David Gordon Green.
Para los Estados Unidos y Canadá, Halloween Ends estaba proyectada para ganar entre $50 a 60 millones de 3,901 cines en su fin de semana de estreno. La película ganó $20.2 millones en su primer día, incluyendo $5.4 millones de su preestreno en jueves, arriba del 11% de Kills y sus $4.85 millones el añor anterior.

## Futuro
En una entrevista con el productor de la trilogía, Jason Blum reveló su deseo de realizar más películas de la franquicia después del estreno de Halloween Ends, pero dado que solamente firmó para realizar tres películas no tenía más planes más allá de eso. Confirmando en el proceso que Ends sería la última película de Halloween producida por Blumhouse dado que la propiedad intelectual de la franquicia se revertiría la familia Akkad. Por su parte Curtis se pronunció confundida sobre regresar a su rol debido al arco de su personaje escrito para la película.